# Barry Sullivan
 (août 2024).
 (août 2024).
La mise en forme du texte ne suit pas les recommandations de Wikipédia : il faut le « wikifier ».
Les points d'amélioration suivants sont les cas les plus fréquents. Le détail des points à revoir est peut-être précisé sur la page de discussion.
- Les titres sont pré-formatés par le logiciel. Ils ne sont ni en capitales, ni en gras.
- Le texte ne doit pas être écrit en capitales (les noms de famille non plus), ni en gras, ni en italique, ni en « petit »…
- Le gras n'est utilisé que pour surligner le titre de l'article dans l'introduction, une seule fois.
- L'italique est rarement utilisé : mots en langue étrangère, titres d'œuvres, noms de bateaux, etc.
- Les citations ne sont pas en italique mais en corps de texte normal. Elles sont entourées par des guillemets français : « et ».
- Les listes à puces sont à éviter, des paragraphes rédigés étant largement préférés. Les tableaux sont à réserver à la présentation de données structurées (résultats, etc.).
- Les appels de note de bas de page (petits chiffres en exposant, introduits par l'outil «  Source ») sont à placer entre la fin de phrase et le point final[comme ça].
- Les liens internes (vers d'autres articles de Wikipédia) sont à choisir avec parcimonie. Créez des liens vers des articles approfondissant le sujet. Les termes génériques sans rapport avec le sujet sont à éviter, ainsi que les répétitions de liens vers un même terme.
- Les liens externes sont à placer uniquement dans une section « Liens externes », à la fin de l'article. Ces liens sont à choisir avec parcimonie suivant les règles définies. Si un lien sert de source à l'article, son insertion dans le texte est à faire par les notes de bas de page.
- La présentation des références doit suivre les conventions bibliographiques. Il est recommandé d'utiliser les modèles {{Ouvrage}}, {{Chapitre}}, {{Article}}, {{Lien web}} et/ou {{Bibliographie}}. Le mode d'édition visuel peut mettre en forme automatiquement les références.
- Insérer une infobox (cadre d'informations à droite) n'est pas obligatoire pour parachever la mise en page.

Pour une aide détaillée, merci de consulter Aide:Wikification.
Si vous pensez que ces points ont été résolus, vous pouvez retirer ce bandeau et améliorer la mise en forme d'un autre article.
 (août 2024).
Pour les articles homonymes, voir Sullivan.
Barry Sullivan est un acteur et réalisateur américain né le 29 août 1912 à New York (États-Unis) et mort le 6 juin 1994 à Sherman Oaks (Californie).

## Biographie
Barry Sullivan était un footballeur américain semi-professionnel avant de commencer sa carrière d'acteur en 1936. Il meurt le 6 juin 1994 à Sherman Oaks en Californie d'une insuffisance respiratoire, à l'âge de 81 ans.

## Filmographie

### Comme acteur

#### Années 1930 et 1940
- 1937 : Dime a Dance d'Al Christie : Sailor
- 1940 : The Green Hornet Strikes Again! : Thug in car's back seat [ch. 2] de Ford Beebe et John Rawlins
- 1943 : High Explosive (en) de Frank McDonald : Mike Douglas
- 1943 : La Loi du Far West (The Woman of the Town) de George Archainbaud : King Kennedy
- 1944 : Les Nuits ensorcelées (Lady in the dark) de Mitchell Leisen : Dr Brooks
- 1944 : Lona la sauvageonne (Rainhow Island) de Ralph Murphy : Ken Masters
- 1944 : Le bonheur est pour demain (And Now Tomorrow) d'Irving Pichel : Jeff Stoddard
- 1945 : Getting Gertie's Garter d'Allan Dwan : Ted
- 1945 : Duffy's Tavern de Hal Walker : Danny Murphy
- 1946 : Suspense de Frank Tuttle : Joe Morgan
- 1947 : Traquée (Framed) de Richard Wallace : Steve Price
- 1947 : Un gangster pas comme les autres (The Gangster) de Gordon Wiles : Shubunka
- 1948 : Smart Woman (en) d'Edward A. Blatt : Frank McCoy
- 1949 : J'ai épousé un hors-la-loi (Bad Men of Tombstone) de Kurt Neumann : Tom Horn
- 1949 : Faites vos jeux (Any Number Can Play) de Mervyn LeRoy : Tycoon
- 1949 : Le Prix du silence (The Great Gatsby) d'Elliott Nugent : Tom Buchanaan
- 1949 : Tension de John Berry : Lieutenant de police Collier Bonnabel

#### Années 1950
- 1950 : Le Convoi maudit (The Outriders) de Roy Rowland : Jesse Wallace
- 1950 : Voyage à Rio (Nancy goes to Rio) de Robert Z. Leonard : Paul Berten
- 1950 : Ma vie à moi (A Life of Her Own) de 	George Cukor : Lee Gorrance
- 1951 : J’épouse mon mari (Grounds for Marriage) : Chris Bartlett
- 1951 : L'Ambitieuse (Payment on Demand) de Curtis Bernhardt : David Anderson Ramsey
- 1951 : Vénus en uniforme (Three Guys Named Mike) de Charles Walters : Mike Tracy
- 1951 : Laisse-moi t'aimer (Mr. Imperium), de Don Hartman : Paul Hunter
- 1951 : Inside Straight : Johnny Sanderson
- 1951 : Jour de terreur (Cause for Alarm!) : George Z. Jones
- 1951 : Discrétion assurée (No Questions Asked) d'Harold F. Kress : Steve Keiver
- 1951 : Le Droit de tuer (The Unknown Man), de Richard Thorpe : DA Joe Bucknor / Opening off-screen Narrator
- 1952 : Des jupons à l'horizon (Skirts Ahoy!) de Sidney Lanfield : Lt. Cmdr. Paul Elcott
- 1952 : Les Ensorcelés (The Bad and the Beautiful) : Fred Amiel
- 1953 : La Plage déserte (Jeopardy) : Doug Stilwin
- 1953 : Le Mystère des bayous (Cry of the Hunted) de Joseph H. Lewis : Lieutenant Tunner
- 1953 : A Slight Case of Larceny : Voice of Radio Stock Quoter
- 1953 : China Venture : Cmdr. Bert Thompson
- 1954 : Loophole (en) : Mike Donovan
- 1954 : Fille de plaisir (Playgirl) : Mike Marsh
- 1954 : The Miami Story : Mick Flagg aka Mike Pierce
- 1954 : Les Fils de Mademoiselle (Her Twelve Men) : Richard Y. Oliver, Sr.
- 1955 : Strategic Air Command, d'Anthony Mann : Lt. Col. Rocky Samford
- 1955 : Une femme diabolique (Queen bee) : Avery 'Beauty' Phillips
- 1955 : Texas Lady : Chris Mooney
- 1956 : The Man Called X (série télévisée) : Ken Thurston
- 1956 : La Horde sauvage (The Maverick Queen) de Joseph Kane : Jeff Younger
- 1956 : Le Diabolique M. Benton (Julie) : Cliff Henderson
- 1957 : Quarante tueurs (Forty Guns) de Samuel Fuller : Griff Bonnell
- 1957 : La Poursuite fantastique (en) (Dragoon Wells Massacre) de Harold D. Schuster : Link Ferris
- 1957 : Le Chemin de l'or (The Way to the Gold) : Marshal Hannibal
- 1957 : Harbourmaster (série télévisée) : Capt. David Scott
- 1958 : Je pleure mon amour (Another time, another place) : Carter Reynolds
- 1958 : Wolf Larsen : Wolf Larsen

#### Années 1960
- 1960 : The Purple Gang : Police Lt. William P. Harley
- 1960 : The Tall Man (série télévisée) : Deputy Sheriff Pat Garrett
- 1960 : Les Sept chemins du couchant (Seven Ways from Sundown) : Jim Flood
- 1962 : Lumière sur la piazza (Light in the Piazza) : Noel Johnson
- 1963 : Le Téléphone rouge (A Gathering of Eagles) : Col. Bill Fowler
- 1964 : L'Affaire Winston (Man in the Middle) : Maj. Gen. Kempton
- 1964 : Fuego : Vance Pierson
- 1964 : La diligence partira à l'aube de William F. Claxton : Shérif Horne
- 1965 : My Blood Runs Cold : Julian Merriday
- 1965 : Harlow : Marino Bello
- 1965 : La Planète des vampires (Terrore nello spazio) : Capt. Mark Markary
- 1966 : Opération Opium (The Poppy Is Also a Flower) : Chasen
- 1966 : Intimacy (en) : Walter Nicholson
- 1966 : Sursis pour une nuit (An American Dream) de Robert Gist : Lieutenant Roberts
- 1966 à la télévision : Mission Impossible (1966-1967 saison 1 épisode 28) Voyance
- 1966 : The Road West (série télévisée) : Ben Pride (1966-1967)
- 1967 : Johnny Belinda (en) (TV) : Black MacDonald
- 1968 : Stalked : Narrator
- 1968 : Buckskin : Chaddock
- 1969 : The CBS Playhouse: Experiment (TV)
- 1969 : This Savage Land (TV) : Ben Pride
- 1969 : It Takes All Kinds : Orville Benton
- 1969 : Shark! : Mallare
- 1969 : The Immortal (TV) : Jordan Braddock
- 1969 : L'Envers du tableau (Night Gallery) (TV) : Dr Frank Heatherton
- 1969 : Willie Boy (Tell Them Willie Boy Is Here) : Ray Calvert
- 1969 Le Virginien (TV) saison 8 épisode 04 (The power seekers) : John Springfield

#### Années 1970 et 1980
- 1970 : The House on Greenapple Road (TV) : Chief Frank Untermyer
- 1971 : The Price (TV) : Walter Franz
- 1971 : Yuma (TV) : Nels Decker
- 1971 : Cannon (TV) : Calhoun
- 1972 : Another Part of the Forest (TV) : Marcus Hubbard
- 1972 : Kung Fu (TV) : Dillon
- 1972 : Hawaï police d'État (TV) : Morgan Hilliard
- 1972 : Votez Mc Kay (The Candidate) : Voice of McKay, Narrator (voix)
- 1973 : Le Magicien (The Magician) (TV) : Joseph Baker
- 1973 : Chantage à Washington (Savage) (TV) : Judge Daniel Stern
- 1973 : Pat Garrett et Billy le Kid (Pat Garrett & Billy the Kid) : John Simpson Chisum
- 1973 : Letters from Three Lovers (en) (TV) : Joshua
- 1973 et 1974 : Les Rues de San Francisco (The Streets of San Francisco) (série télévisée)
  - Dernière Heure (Deadline) - Saison 1, épisode 20 de Seymour Robbie (1973) : Chris Bane
  - Le Feu dans la Ville (Inferno) - Saison 2, épisode 20 de Virgil W. Vogel (1974) : Marty Wallick
- 1974 : Hurricane (TV) : Hank Stoddard
- 1974 : Tremblement de terre (Earthquake) : Dr Willis Stockle
- 1975 : La Chevauchée terrible (Take a Hard Ride) d'Antonio Margheriti : Kane
- 1975 : La Guerre des otages (The 'Human' Factor) : George Edmonds
- 1976 : Collision Course: Truman vs. MacArthur (TV) : Secretary of State Dean Acheson
- 1976 : Grand Jury : Don Bentine
- 1976 : Survival : Barry
- 1976 : Opération casseurs (Napoli violenta) : The Commandante
- 1976 : Les Héritiers ("Rich Man, Poor Man - Book II") (série télévisée) : Senator Paxton
- 1976 : Once an Eagle (feuilleton TV) : Gen. Bannerman
- 1977 : The Washington Affair : Walter Nicholson
- 1977 : French Quarter
- 1977 : Bon Dieu !  (Oh, God!), de Carl Reiner : Bishop Reardon
- 1978 : No Room to Run (TV) : Garth Kingswood
- 1978 : The Bastard (TV) : Abraham Ware
- 1978 : Caravans : Richardson
- 1978 : The Immigrants (TV) : Grant Whittier
- 1979 : Backstairs at the White House (feuilleton TV) : Harry Daugherty
- 1980 : Casino (en) (TV) : Sam Fletcher
- 1987 : The Last Straw

## Voix françaises
- Jacques Beauchey dans :  
  - Les ensorcelées
- Jacques Berthier dans :  
  - L'arrangement
  - Tremblement de terre
  - La guerre Des otages
  - Les Héritiers (série TV)
- Georges Atlas dans :  
  - Cannon (série Tv)
- René Arrieu dans :  
  - Opération opium
  - Les rues de San Francisco (Série Tv)
- Raymond Loyer dans :  
  - Operation casseur